# Kulturhistorisches Museum Görlitz

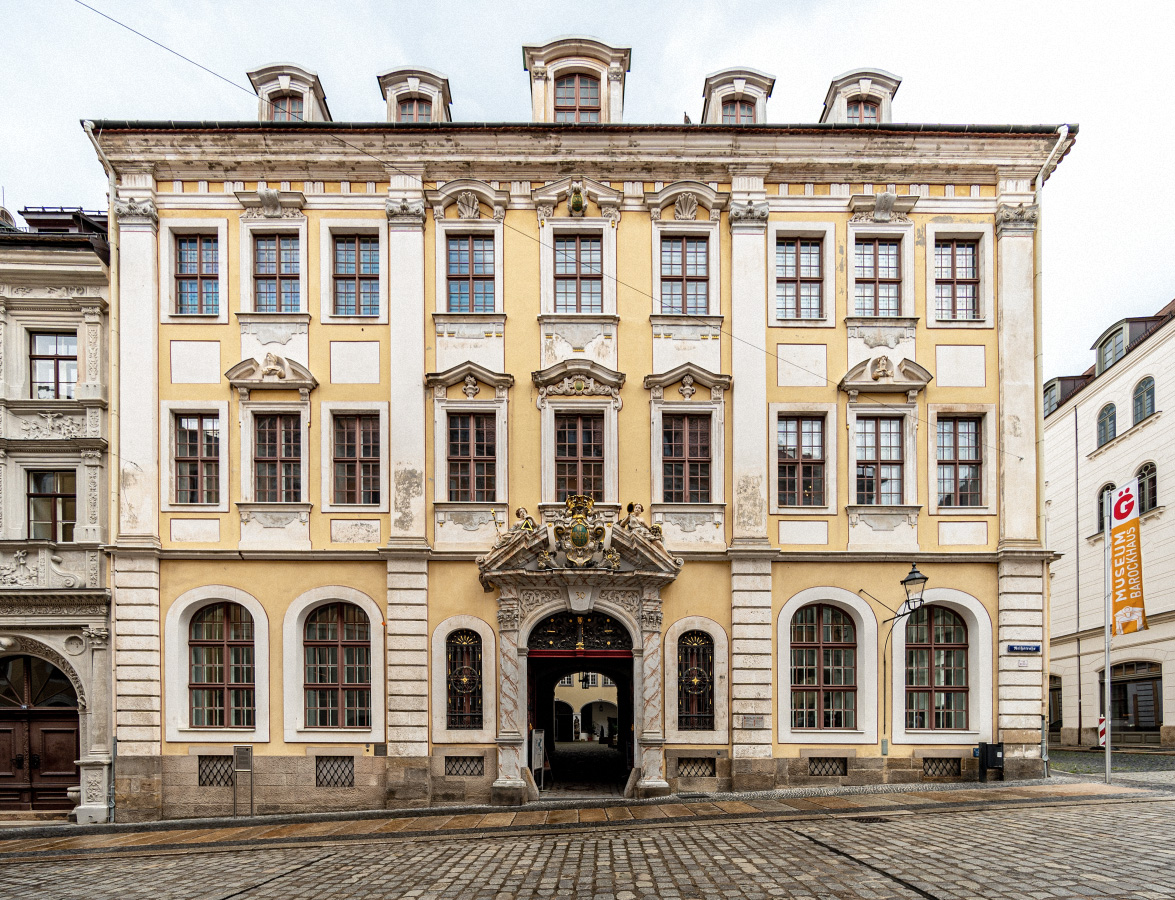
Kulturhistorisches Museum, Neißstraße

Das Kulturhistorische Museum Görlitz und die Oberlausitzische Bibliothek der Wissenschaften (OLB) bilden zusammen die „Görlitzer Sammlungen für Geschichte und Kultur“. Das Kulturhistorische Museum präsentiert seine Schätze in drei denkmalgeschützten Objekten – dem Kaisertrutz, dem Reichenbacher Turm, beide am Platz des 17. Juni, und dem Barockhaus Neißstraße 30. Direktor  des Museums ist seit dem Jahr 2000 Jasper von Richthofen.

## Gebäude

### Kaisertrutz

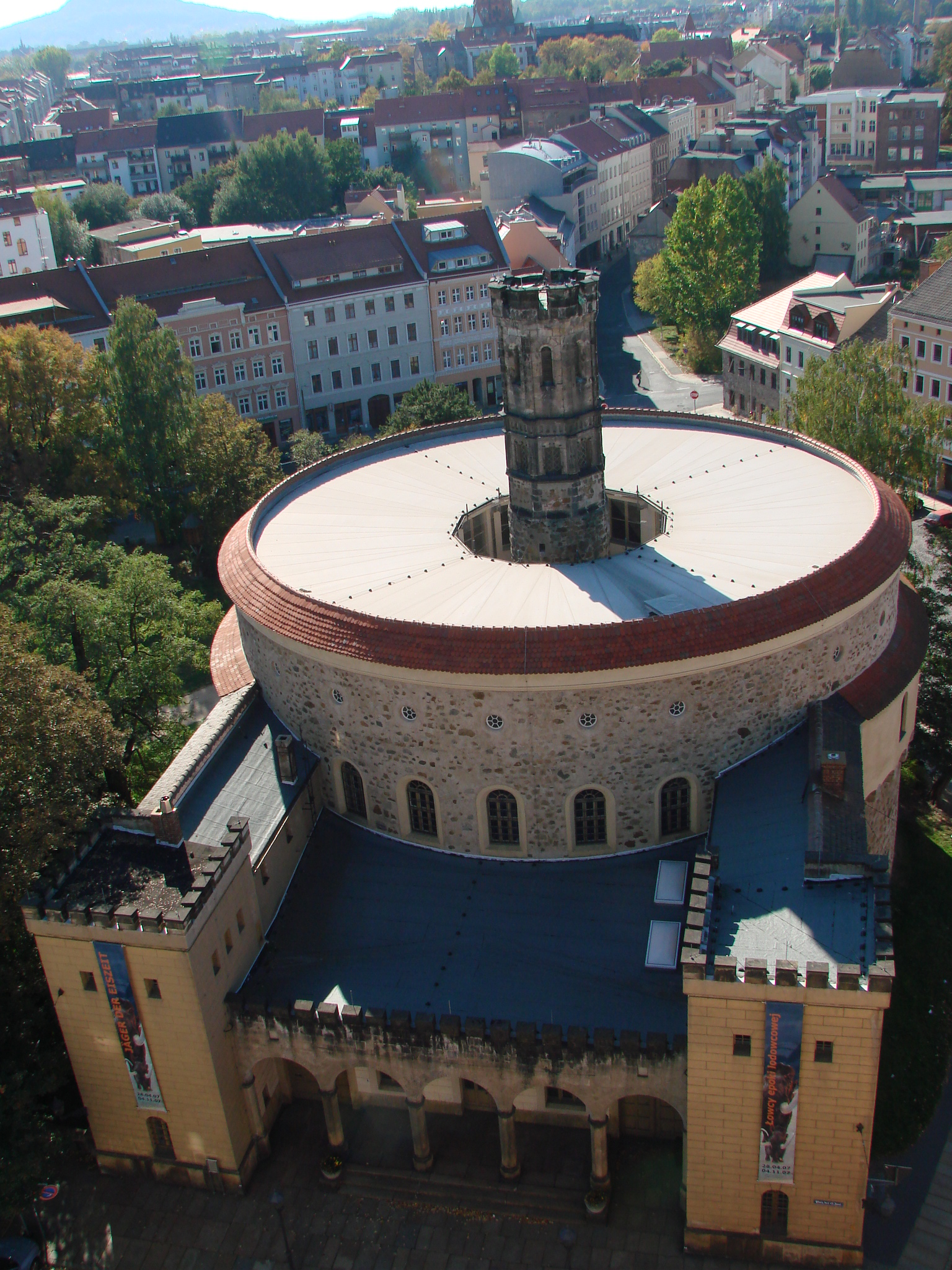
Kaisertrutz

Die mittelalterliche Baugruppe, bestehend aus dem Kaisertrutz und dem Reichenbacher Turm, gehört zu den markanten Stadtansichten. Die große Kanonenbastion (Barbakane) errichteten die Görlitzer ab 1490 zum Schutz des westlichen Stadttores. In den Wirren des Dreißigjährigen Krieges „trotzten“ ihre schwedischen Besatzer den kaiserlichen und kursächsischen Belagerern. So erhielt sich das eigentlich als Reichenbacher Rondell bezeichnete Bauwerk seit 1641 den Namen Kaisertrutz. 1848 erfolgte der Umbau zur Hauptwache der preußischen Garnison. Dabei wurden die beiden 1521 angebrachten hohen Schildmauern entfernt, die den Kaisertrutz mit dem Reichenbacher Turm verbanden. Nach dem Umbau zum Museum bezogen 1932 die Abteilungen Stadtgeschichte und Ur- und Frühgeschichte der Oberlausitz des Kaiser-Friedrich-Museums im Kaisertrutz ihren Platz. Seitdem wird der Kaisertrutz museal genutzt. Nach umfassender Sanierung und Durchführung der 3. Sächsischen Landesausstellung im Jahre 2011 wurden die kulturgeschichtlichen Dauerausstellungen neu aufgebaut. Seit Anfang 2015 komplettiert die Galerie der Moderne das Ausstellungsgebäude.
(Lage: 51° 9′ 16,5″ N, 14° 59′ 5,2″ O)

### Reichenbacher Turm

Reichenbacher Turm

1376 findet der Reichenbacher Turm zum Schutz des westlichen Stadttores erstmals urkundlich Erwähnung. Ab 1904 läutete die Glocke elektrisch und der letzte Türmer zog aus dem Stübchen.
Aufgrund erheblicher Schädigungen musste der Turm 1935 restauriert werden, dabei wurden Anker zur statischen Sicherung neu eingezogenen. Seit 1936 bedecken diese Anker Deckschilde. Sie zeigen die Wappen der Länder, zu denen Görlitz im Laufe seiner Geschichte gehörte, und der Mitgliedsstädte des Oberlausitzer „Sechsstädte“, gefertigt vom Görlitzer Künstler Arno Henschel.
Seit 1946 ist der Turm öffentlich zugänglich. Zum Kulturhistorischen Museum gehört das Bauwerk seit 1953. Bei guter Witterung bietet der saisonal genutzte Reichenbacher Turm einen herrlichen Rundblick, zugleich informiert die Ausstellung zur Geschichte der Görlitzer Stadtbefestigung und Stadtverteidigung, der Schützengesellschaft, Turmuhren und dem Leben der Görlitzer Türmer.
(Lage: 51° 9′ 17,18″ N, 14° 59′ 7,44″ O)

### Barockhaus Neißstraße 30

Barockhaus Neißstraße 30, Portal

Im Herzen der Altstadt, direkt an der über 900 Jahre alten Handelsstraße via regia, befindet sich das Barockhaus Neißstraße 30. 1726 bis 1729 nach dem Vorbild des „Leipziger Durchhaueses“ für den Handelsherrn Johann Christian Ameiß mit großen Geschäfts- und repräsentativen Privaträumen errichtet, gilt es heute als das bedeutendste Handels- und Wohnhaus der Barockzeit in Görlitz. Seit langem ist es geistiges Zentrum der Oberlausitz. Von 1804 bis 1945 hatte hier die 1779 gegründete Oberlausitzische Gesellschaft der Wissenschaften ihren Sitz. Seit 1951 ist das Haus Teil des städtischen Museums.
Nach umfassender Sanierung wurden 2011 die historischen Räume der Oberlausitzischen Bibliothek der Wissenschaften im 1. Obergeschoss sowie die Ausstellung zu den Sammlungen und zur Arbeit der Oberlausitzischen Gesellschaft der Wissenschaften im 2. Obergeschoss wieder neu eröffnet. Gut ein Jahr später wurden die ehemaligen Wohnräume des Hausherrn und die barocken Sammlungskabinette für die Öffentlichkeit wieder zugänglich gemacht. Das Haus einschließlich der Dauerausstellungen vermittelt einen authentischen Eindruck der bürgerlichen Kultur des Barocks in Görlitz und der Oberlausitz.
(Lage: 51° 9′ 22,94″ N, 14° 59′ 30,61″ O)

## Museumsgeschichte
1726 schenkt der Schweidnitzer Advokat Johann Gottlieb Milich seine umfangreiche Bibliothek mit Raritätensammlung dem Görlitzer Magistrat. Beides wird im Rathaus der Öffentlichkeit zugänglich gemacht. Später werden die Sammlungen in der Börse aufgestellt. 1779 gründen Vertreter des Oberlausitzer Adels und des Bürgertums in Görlitz eine der ältesten deutschen Gelehrtengesellschaften. Die Initiatoren Karl Gottlob von Anton und Adolf Traugott von Gersdorf übereignen ihre Privatsammlungen an Büchern, Grafiken, wissenschaftlichen Instrumenten, Modellen sowie Gesteins- und Münzsammlungen der Oberlausitzischen Gesellschaft der Wissenschaften. 1803 kauft Karl Gottlob von Anton das Wohn- und Handelshaus Neißstraße 30 als Domizil für die Gesellschaft. 1873 wird das Städtische Museum für Altertum und Kunst gegründet. Es beherbergt vor allem archäologische Funde, Objekte aus der städtischen Rüstkammer und Zeugnisse der Görlitzer Zünfte.
1888 ruft Ludwig Feyerabend in Görlitz die Gesellschaft für Anthropologie und Urgeschichte der Oberlausitz ins Leben. 1902 wird die Oberlausitzer Gedenkhalle eingeweiht, das heutige Dom Kultury im polnischen Zgorzelec. 1903 wird das Kaiser-Friedrich-Museum in der Oberlausitzer Gedenkhalle gegründet und 1904 eröffnet. Der erste Museumsdirektor heißt Ludwig Feyerabend. Neben einer Gemäldegalerie werden vor allem kunstgewerbliche, archäologische und heimatkundliche Exponate ausgestellt. 1932 wird nach Umbauarbeiten der Kaisertrutz mit den Abteilungen Stadtgeschichte und Ur- und Frühgeschichte als Museum eröffnet. Im selben Jahr richtet man im Barockhaus Neißstraße 30 mit Beständen des städtischen Museums, der Milichschen Bibliothek und der Oberlausitzischen Gesellschaft das Graphische Kabinett ein. 1936 wird das Museum in „Städtische Kunstsammlungen“ umbenannt. 
1937 wurden im Rahmen der deutschlandweiten konzertierten Aktion „Entartete Kunst“ aus dessen Bestand fünf Werke von  Fritz Neumann-Hegenberg, Willi Oltmanns, Johannes Wüsten und einem Grafiker Kolk beschlagnahmt und zerstört. Aus der im Museum stattfindenden Deutsche Graphikschau wurden 160 Exponate beschlagnahmt, viele davon vernichtet. 1943 und 1944 werden die Kulturgüter der Stadt Görlitz in ländliche Gebiete ausgelagert. Nur ein Teil der Sammlung kehrt nach dem Krieg nach Görlitz zurück. 1947 wird die Museumsarbeit in Görlitz wieder aufgenommen. 1948 wird der Kaisertrutz mit veränderter Ausstellung wieder eröffnet. 1951 wird das Barockhaus Neißstraße 30, das bis zu ihrer Auflösung im Jahre 1945 die Oberlausitzische Gesellschaft der Wissenschaften beherbergte, als zweites Haus des neuen Städtischen Museums eröffnet. 1953 wird auch der Reichenbacher Turm als Aussichtsturm und für kleinere Ausstellungen Teil des Museums. 1998 werden dasKulturhistorische Museum, das historische Ratsarchiv und die Oberlausitzische Bibliothek der Wissenschaften zu den „Städtischen Sammlungen für Geschichte und Kultur Görlitz“ vereint.

## Sammlungen

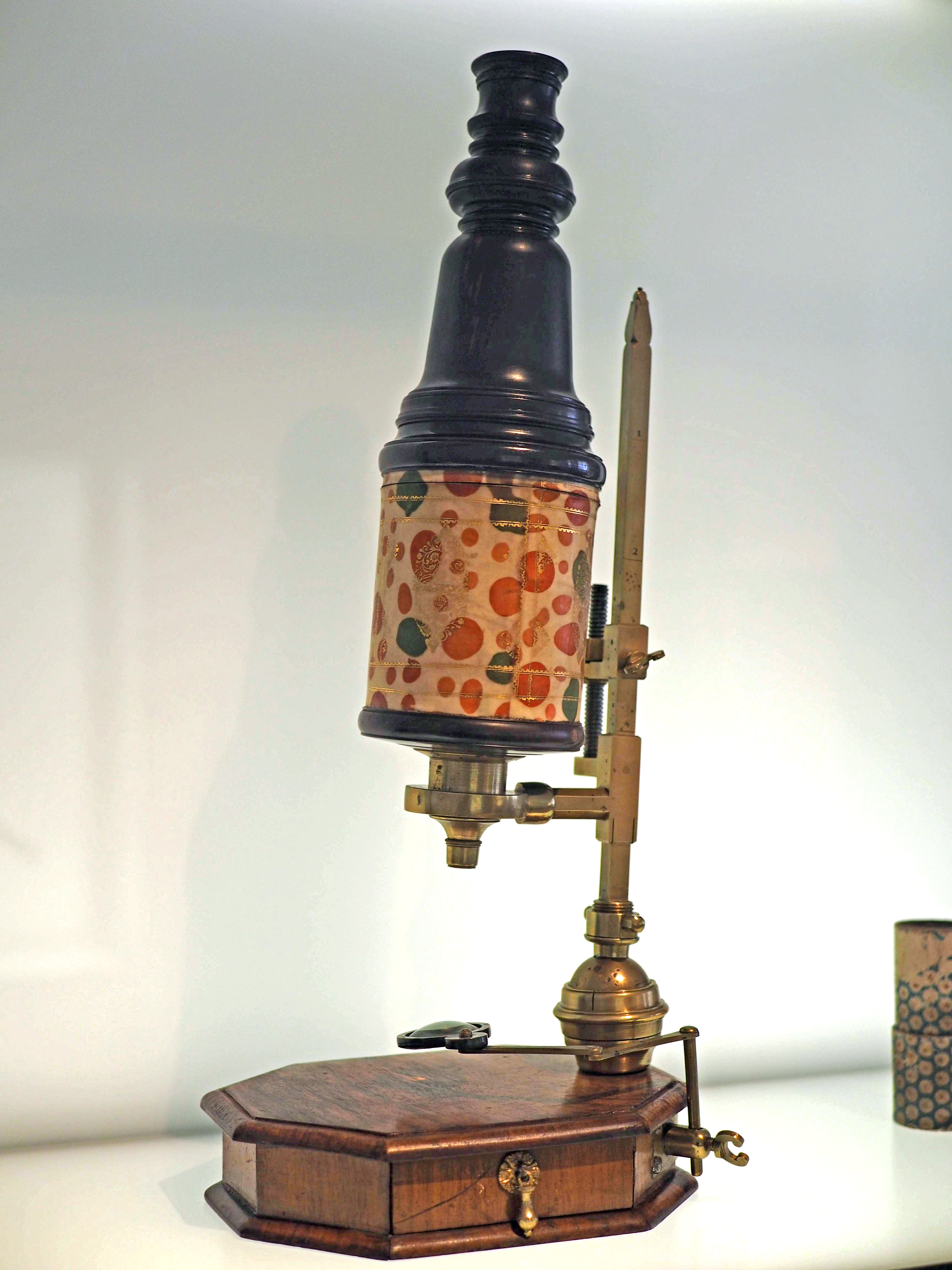
Mikroskop von John Marshall London, Holz und Metall, erstes Viertel 18. Jh.

Wissenschaftsgeschichtliche Sammlungen
Das Physikalische Kabinett eines der Gründer der Wissenschaftsgesellschaft, Adolf Traugott von Gersdorf, zeugt von den Versuchen zur Erforschung der Elektrizität. Die von einer Schweizerreise nach Görlitz gebrachten Alpenmodelle gehören zu den ältesten, die überhaupt erhalten sind. Auch eine Mineraliensammlung des 18. Jahrhunderts befindet sich im Museum, ebenso eine damals zusammengetragene Kollektion heimischer Antiken, dazu ein bereits 1781 gegründetes Graphisches Kabinett. Zum Erbe der Oberlausitzischen Gesellschaft der Wissenschaften gehört neben den wissenschaftsgeschichtlichen Sammlungen auch die Bibliothek der Gesellschaft, die Oberlausitzische Bibliothek der Wissenschaften.
Kunstsammlungen

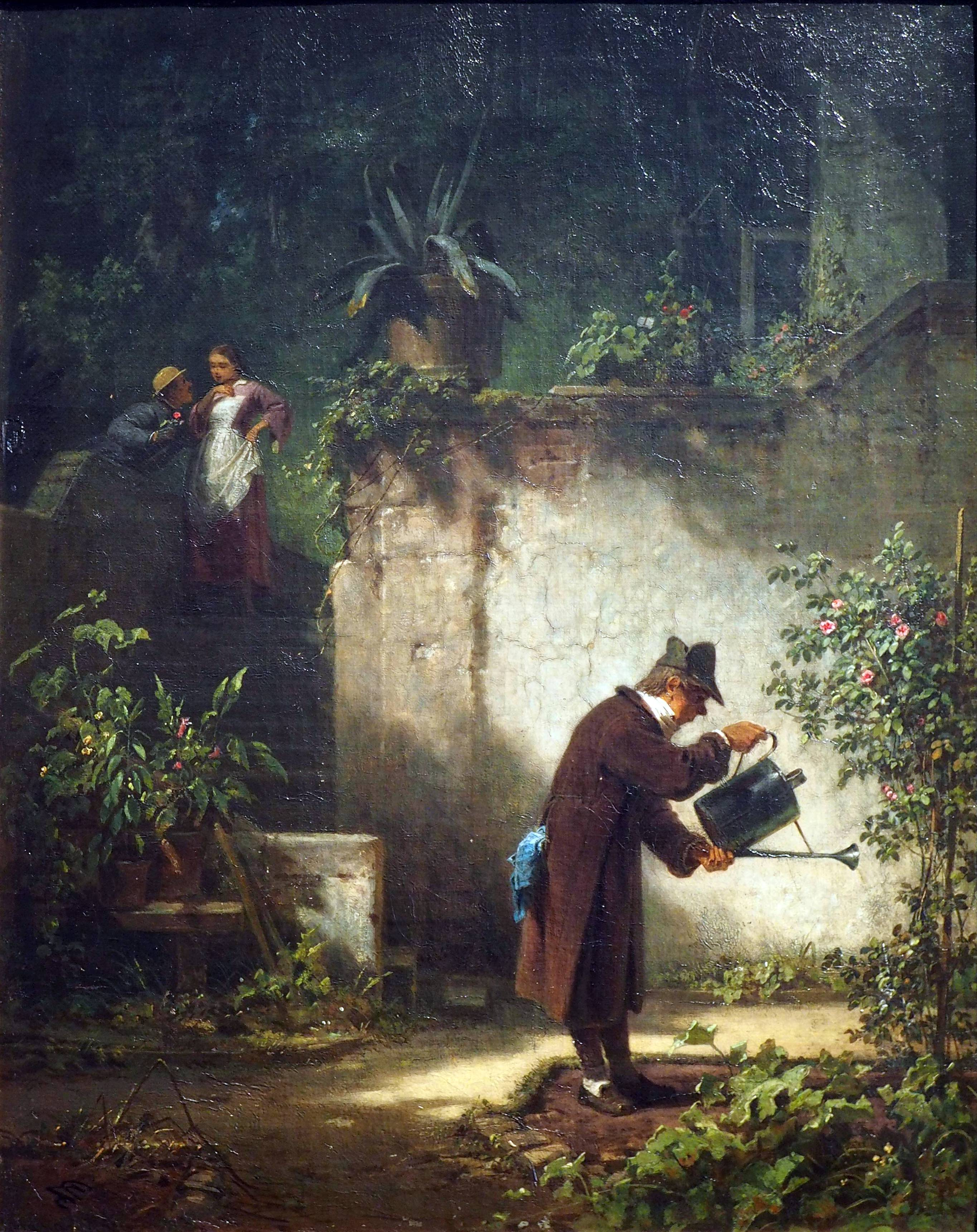
Carl Spitzweg „Der Gartenfreund“ (ca. 1865)

Die Kunstsammlungen des Museums umfassen hauptsächlich Werke, die mit der vielgestaltigen Kunstgeschichte der Stadt Görlitz und der Oberlausitz verbunden sind. Sie bieten einen einzigartigen Überblick über diese mitteleuropäische Kulturlandschaft zwischen Sachsen, Böhmen und Schlesien. Bedeutende mittelalterliche Skulpturen wie die „Maria in der Hoffnung“, um 1400, spätgotische Tafelbilder und Textilien sind im Kaisertrutz ausgestellt. Wichtige Beispiele von Malerei, Plastik und Kunsthandwerk des 16.–18. Jahrhunderts finden sich im Museum. Dort wird auch eine Kollektion von Gemälden der Aufklärungszeit und frühen Romantik gezeigt, von Johann Eleazar Zeissig genannt Schenau, Jacob Philipp Hackert und Franz Gareis. Der Schwerpunkt der Sammlungen liegt in der Görlitzer Kunst der ersten Hälfte des 20. Jahrhunderts mit Johannes Wüsten im Zentrum.
Das Graphische Kabinett
Eine Sondersammlung stellt das Graphische Kabinett im Barockhaus dar, das in rund 60.000 Blättern Handzeichnungen und Druckgraphik vom 16. Jahrhundert bis zur Gegenwart vereint. Schwerpunkte der Bestände bilden topographische Werke, Alte Meister wie Albrecht Dürer, die oberlausitzisch-sächsische Kunst um 1800 (Christoph Nathe und die Görlitzer Zeichenschule) und der Kupferstich des 20. und 21. Jahrhunderts.
Archäologische Sammlung

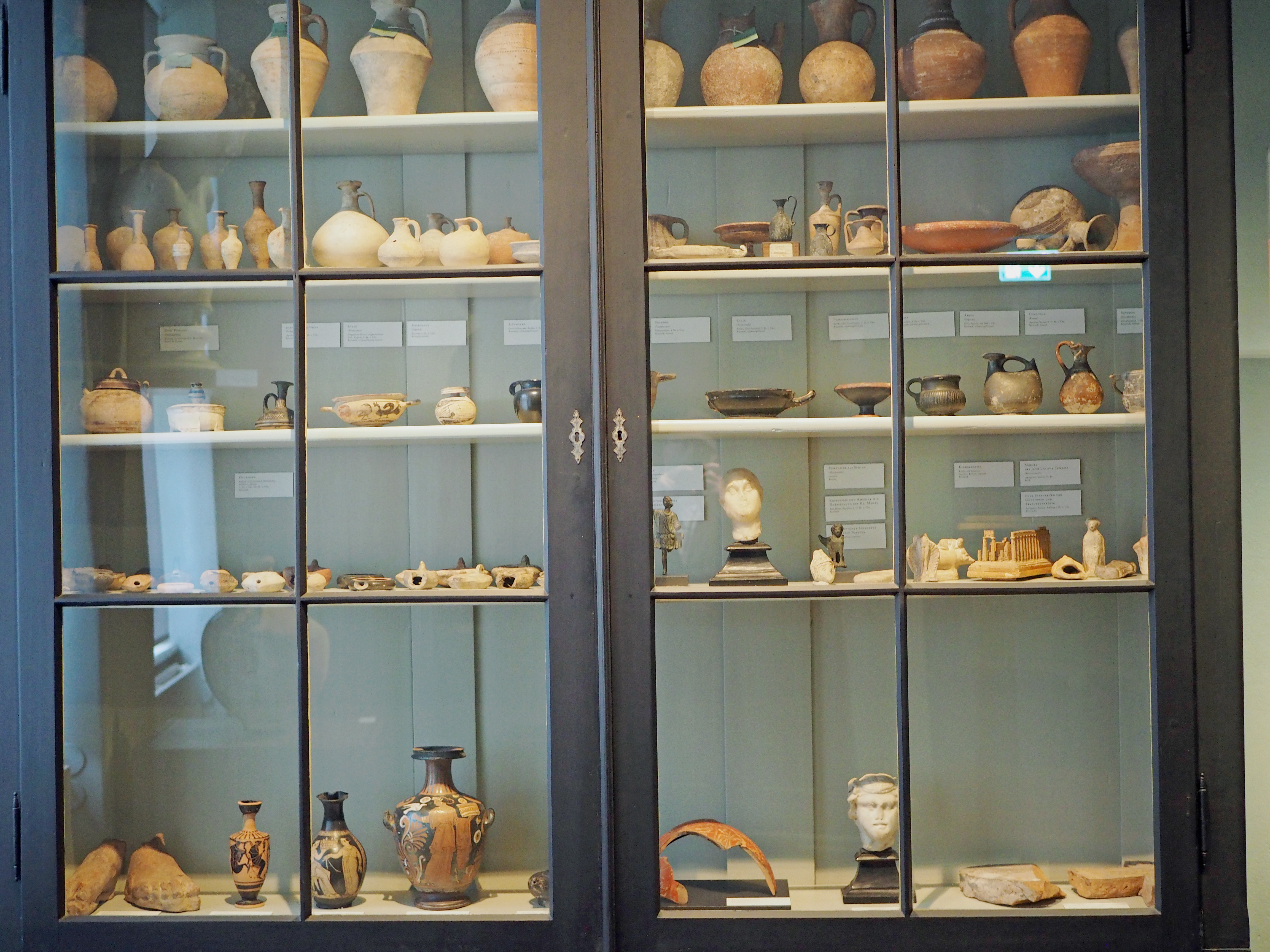
Schrank mit griechischen, römischen und ägyptische Antiken

Zu den Beständen der archäologischen Sammlung des Museums zählen über 400.000 Fundgegenstände. Damit gehört sie zu den umfangreichsten kommunalen Kollektionen ihrer Art in den neuen Bundesländern. Das Alter der gesammelten archäologischen Hinterlassenschaften reicht von der Altsteinzeit von 12.000 Jahre v. Chr. bis etwa in das 17. Jahrhundert. Die zeitlichen Schwerpunkte der Sammlung liegen in der mittleren und jüngeren Steinzeit zwischen 6000 und 3000 v. Chr., der Bronze- und frühen Eisenzeit zwischen 1200 und 400 v. Chr. – der Lausitzer Kultur, der germanischen und slawischen Zeit zwischen dem 3. und 12. Jahrhundert. Den regionalen Sammlungsschwerpunkt bildet traditionell die ehemals preußisch-niederschlesische Oberlausitz. Fast ein Drittel der Funde stammt aus dem heute zu Polen gehörenden Landkreis Lauban sowie den östlich der Neiße gelegenen Teilen der ehemaligen Landkreise Rothenburg und Görlitz.